# Harry Stenqvist
Harry Stenqvist (Chicago, (Verenigde Staten), 25 december 1883 – Örebro, 9 december 1968) was een Zweeds wielrenner.
Stenqvist won de wegwedstrijd op de Olympische Zomerspelen in 1920 en zilver met het Zweedse team op de ploegentijdrit.

## Overwinningen
1912
- Nationaal kampioen van Zweden individuele tijdrit

1913
- Nationaal kampioen van Zweden individuele tijdrit

1915
- Nationaal kampioen van Zweden individuele tijdrit

1920
- Nationaal kampioen van Zweden individuele tijdrit
- Olympisch kampioen op de weg

1896: Aristidis Konstantinidis · 
1912: Rudolph Lewis · 
1920: Harry Stenqvist · 
1924: Armand Blanchonnet · 
1928: Henry Hansen · 
1932: Attilio Pavesi · 
1936: Robert Charpentier · 
1948: José Beyaert · 
1952: André Noyelle · 
1956: Ercole Baldini · 
1960: Viktor Kapitonov · 
1964: Mario Zanin · 
1968: Pierfranco Vianelli · 
1972: Hennie Kuiper · 
1976: Bernt Johansson · 
1980: Sergej Soechoroetsjenkov · 
1984: Alexi Grewal · 
1988: Olaf Ludwig · 
1992: Fabio Casartelli · 
1996: Pascal Richard · 
2000: Jan Ullrich · 
2004: Paolo Bettini · 
2008: Samuel Sánchez · 
2012: Aleksandr Vinokoerov · 
2016: Greg Van Avermaet ·
2020: Richard Carapaz ·
2024: Remco Evenepoel